# Calendario islámico tabular
El calendario tabular islámico (un ejemplo es el calendario fatimí o misri) es una variación del calendario musulmán basada en determinadas reglas. Tiene la misma numeración de años y meses, pero los meses están determinados por reglas aritméticas más que por observación o cálculos astronómicos. Fue desarrollado por los primeros astrónomos musulmanes del segundo siglo de hijra (el siglo VIII de la era común) para proporcionar una base de tiempo predecible para calcular las posiciones de la luna, el sol y los planetas. Ahora los historiadores lo usan para convertir una fecha islámica a un calendario occidental cuando no hay otra información disponible (como el día de la semana).
Es utilizado por algunos musulmanes en la vida cotidiana, particularmente en las comunidades ismailitas, que creen que este calendario fue desarrollado por Ali Ibn Abi Tálib. Se piensa que cuando Ali elaboró este calendario, los eventos previos de los primeros profetas también se alinearon con este calendario. Es su creencia que todos los imames fatimíes y sus Da'is han seguido esta tradición.
Cada año tiene 12 meses. Los meses impares tienen 30 días y los pares tienen 29 días, excepto en un año bisiesto, cuando el duodécimo y último mes Dhul-Hijjah tiene 30 días.

## Esquemas intercalares
En su forma más común, hay 11 años bisiestos en un ciclo de 30 años. Teniendo en cuenta que el año promedio tiene 354 días y medio y un año común tiene 354 días, al final del primer año del ciclo de 30 años el resto es de 11/30 días. Cuando el resto excede medio día (15/30 días), se agrega un día bisiesto a ese año, reduciendo el resto en un día. Por lo tanto, al final del segundo año, el resto sería de 22/30 días, que se reducirá a -8/30 días por día bisiesto. Usando esta regla los años bisiestos son
2, 5, 7, 10, 13, 16, 18, 21, 24, 26 y 29
del ciclo de 30 años. Si se agregan días bisiestos cada vez que el resto es igual o mayor que medio día, entonces todos los años bisiestos se distribuyen regularmente en secuencias de dos y tres años, excepto el año 15 que es reemplazado por el 16.
La comunidad ismailita taiyabí usa el siguiente orden de años bisiestos en su ciclo de 30 años:
2, 5, 8, 10, 13, 16, 19, 21, 24, 27 y 29
Aparte de estos, hay otra versión que ordena los años bisiestos de la siguiente manera:
2, 5, 8, 11, 13, 16, 19, 21, 24, 27 y 30
El mes promedio es 29 191/360 días = 29.5305555... días, o 29d 12h 44m. Esto es un poco demasiado corto, por lo que supone un día de diferencia en alrededor de 2500 años solares o 2,570 años lunares. El calendario tabular islámico también se desvía del calendario basado en la observación en el corto plazo por varias razones.

### Algoritmo kuwaití
Microsoft utiliza el "algoritmo kuwaití" para convertir fechas del calendario gregoriano y del calendario musulmán. No existe una correspondencia fija definida de antemano entre el calendario solar gregoriano y el calendario lunar islámico, ya que este último se define por la visibilidad de la luna nueva por parte de las autoridades religiosas, y por lo tanto, pueden variar por un día o dos, dependiendo de la autoridad islámica en particular, de las condiciones climáticas y de otras variables. Como un intento de hacer las conversiones entre los calendarios más predecibles, Microsoft afirma haber creado este algoritmo en base al análisis estadístico de los datos históricos de Kuwait.
Según Robert Harry van Gent de la Universidad de Utrecht, el llamado "algoritmo kuwaití" es simplemente una implementación de un algoritmo estándar de calendario tabular islámico utilizado en las tablas astronómicas islámicas desde el siglo XI.

### Otras versiones
Los calendarios tabulares islámicos basados en un ciclo de ocho años (con 2, 5 y 8 años bisiestos) también se usaron en el Imperio Otomano y en el sudeste asiático. El ciclo contiene 96 meses en 2835 días, lo que da una duración media del mes de 29.53125 días, o 29d 12h 45m. Aunque es menos preciso que los calendarios tabulares basados en un ciclo de 30 años, fue popular debido al hecho de que en cada ciclo los días de la semana caen en la misma fecha del calendario. En las Indias Orientales Neerlandesas, el ciclo se reinició cada 120 años al omitir el día intercalar al final del año pasado, lo que resultó en una duración media de mes igual a la utilizada en los ciclos de 30 años.